# Opatija med hrasti
Opatija med hrasti (nemško Abtei im Eichwald) je slika olje na platnu nemškega romantičnega umetnika Casparja Davida Friedricha. Naslikana je bila med letoma 1809 in 1810 v Dresdnu in je bila prvič prikazana skupaj s sliko Menih ob morski obali na razstavi Pruske akademije umetnosti leta 1810. Na Friedrichovo zahtevo je bila Opatija med hradti obešena pod sliko Menih ob morski obali. Ta slika je eno od več kot dveh ducatov Friedrichovih del, ki vključujejo pokopališča ali grobove.
Po razstavi je obe sliki za svojo zbirko odkupil kralj Friderik Viljem III. Pruski Danes slike visijo ena poleg druge v Alte Nationalgalerie v Berlinu.

## Opis
Ta velika slika je primer načina, kako Friedrich uporablja svoje slikarske sposobnosti za predstavljanje človeških življenjskih vprašanj. Na sliki je Friedrich v središču naslikal staro opatijo. Obstajajo figure, ki vstopajo v opatijo s krsto. Umetnik poskuša prenesti občutek minljivosti časa s slikanjem človeka, ki odhaja. V okolici je občutek mraza. Ostanki opatije kažejo razbito okno brez preostalega stekla. Vidi se, da narava obstaja večno, medtem ko je človekovo ustvarjanje začasno. Procesija menihov, od katerih nekateri nosijo krsto, se odpravi proti vratom porušene gotske cerkve v središču slike. Le dve sveči jim osvetljujeta pot. V ospredju zeva iz snega na novo izkopan grob, v bližini katerega je medlo razbrati več križev. Ta spodnja tretjina slike leži v temi - le najvišji del ruševin in konice golih hrastov osvetljuje zahajajoče sonce. Naraščajoči lunin srp se pojavi na nebu.

## Razvoj
Slika se je pojavila v času, ko je Friedrich s kontroverznim Tetschenerjevim oltarjem doživel prvi javni uspeh in kritično priznanje. Čeprav so Friedrichove slike krajine, jih je zasnoval in naslikal v svojem ateljeju s pomočjo svobodno risanih plenerističnih skic, med katerimi je izbiral najbolj sugestivne elemente, ki jih je povezal v ekspresivno kompozicijo. Opatija med hrasti temelji na študijah o ruševinah opatije Eldena, ki se ponovno pojavijo na več drugih slikah. Ista drevesa v nekoliko spremenjenih oblikah vidimo tudi na drugih delih.
Opatija Eldena je morda imela osebni pomen za Friedricha, saj so jo med tridesetletno vojno uničili švedski vojaki, ki so pozneje uporabili opeko iz opatije za gradnjo utrdb. Na sliki Friedrich potegne vzporednico med temi dejanji in uporabo greifswaldskih cerkva kot vojašnic s strani okupacijskih francoskih vojakov. Tako pogreb postane simbol »pokopa nemškega upanja na vstajenje«.
Friedrich je morda začel delati na Opatiji med hrasti junija 1809 po bivanju v Rügenu v Neubrandenburgu. 24. septembra 1810, malo pred razstavo Berlinske akademije, je Carl Frederick Frommann opisal zahajajoče sonce in polmesec skoraj končane slike.